# خليج كابيرا
خليج كابيرا (باليابانية: 川平湾) هو خليج يقع في شمال ساحل جزيرة إشيغاكي، بمحافظة أوكيناوا، في اليابان. وهو معروف لرماله البيضاء ومياهه الفيروزية اللون ونباتاته الكثيفة ويشكل الخليج جزءاً من حديقة إريوموتي-إشيغاكي الوطنية. وقد اعتبر المكان حول جبل أوموتو، كمنطقة ذي مناظر خلابة. هذا ويزرع اللؤلؤ الأسود في الخليج.
تقع قرية كابيرا بالقرب من الخليج. وقد درس علماء أنثروبولوجيا أمريكيون ثقافتها التقليدية في 1950-52.